# Yousuf Al-Thunayan
Yousuf Al-Thunayan (in arabo يوسف الثُنيان‎?; Riad, 18 novembre 1963) è un ex calciatore saudita, di ruolo centrocampista.
Considerato tra i maggiori talenti del calcio Saudita ,al thunayan era un centrocampista offensivo dotato di grande fantasia abbinata ad eccellenti doti tecniche

## Palmarès

### Club

#### Competizioni nazionali
- Campionato saudita: 7

Al-Hilal: 1984-1985, 1985-1986, 1987-1988, 1989-1990, 1995-1996, 1997-1998, 2001-2002

#### Competizioni internazionali
- AFC Champions League: 2

Al-Hilal: 1991, 1999-2000
- Coppa delle Coppe dell'AFC: 2

Al-Hilal: 1996-1997, 2001-2002
- Supercoppa d'Asia: 2

Al-Hilal: 1997, 2000
- Coppa dei Campioni araba per club: 2

Al-Hilal: 1995, 1996
- Coppa delle Coppe araba: 1

Al-Hilal: 2000
- Supercoppa araba: 1

Al-Hilal: 2001
- Coppa dei Campioni del Golfo: 2

Al-Hilal: 1986, 1998

### Nazionale
- Coppa d'Asia: 1

1996